# Adrian Sarkisian
Adrian Sarkisian (Montevideo, Uruguay, 13 de febrero de 1979) es un exfutbolista y entrenador uruguayo. Jugó de volante ofensivo y su último club fue el Nancy de Francia. A la fecha abril de 2021 se desempeña como entrenador.

## Trayectoria

### Como futbolista
Se formó como jugador profesional en el club River Plate de Uruguay, llegando a los 7 años a las divisiones formativas y permaneciendo hasta su debut profesional en el primer equipo en el año 1997. A los 14 años fue convocado a la selección juvenil de Uruguay, participando en los sudamericanos U17 (1995) y U20 (1999) integrando una recordada generación de jugadores (Diego Forlán, Diego "Ruso " Pérez, Fabián Carini, Ernesto Chevantón, etc), alcanzando el vicecampeonato en el Sudamericano de Mar del Plata (1999) y un 4.º puesto en la Copa del mundo del mismo año.
En 1997 con 18 años de edad debuta como jugador profesional en River Plate, donde juega 4 temporadas seguidas. En el 2001 es cedido a préstamo al CD Veracruz de la primera división de México donde disputa un total de 34 partidos. En el año 2003 es cedido al Al-Alhy de Arabia Saudita donde disputa 22 partidos, llegando a semifinales de la Arabian Champions League y siendo finalista de la Copa Crown Prince. Al año siguiente (2004) regresa a su Club formador donde luego de un buen arranque de campeonato y a mitad del mismo es vendido al Nancy de Francia. En la primera temporada en la Ligue 1 juega un total de 35 partidos, anotando 3 goles, siendo el jugador más utilizado por Pablo Correa (Entrenador), coronándose campeón de La Copa de la Liga Francesa (2005-2006) y clasificando a la edición 2006-2007 de la Europa League. Durante la segunda y tercera temporada comienzan los problemas de una lesión de rodilla que lo deja prácticamente sin poder jugar. Luego de someterse a cirugías y pasar por varios tratamientos, no lograr recuperarse, poniendo fin a su carrera a temprana edad (2008).
Actualmente juega junto a su hermano Sebastián Sarkisian a nivel amateur en la Liga Universitaria de Deportes de Uruguay, en la categoría Presenior. Forma parte del plantel del CRAU, un equipo que pelea por el campeonato todos los años con grandes jugadores, que disfrutan sus tiros libres y sus asistencias.

### Como entrenador
Luego de poner fin a su carrera como jugador comienza a formarse y obtener los diplomas de Entrenador. Sus estudios comienzan en Francia, donde consigue los primeros 3 diplomas entre los años 2009 y 2010, alternado trabajos de scouting y analista de videos en el club francés de Nancy. En el 2011 regresa a Uruguay donde finaliza su preparación y recibe la licencia de entrenador PRO (2013). 
En el 2014 asume como segundo entrenador de la Selección U17 de Uruguay, obteniendo el campeonato U18 de Limoges (Francia) en el mismo año. Se mantiene en el puesto hasta el año siguiente. Luego trabajaría como segundo entrenador en la primera división de Racing Club de Montevideo (2015), Danubio FC (2016) y Juventud de las Piedras (2017). A fines del 2017 recibe una llamada de su exentrenador desde Francia para ser su segundo entrenador. Pocas semanas después, asume junto a Pablo Correa y firma contrato con el AJ Auxerre de la segunda división francesa (2018-2019) dirigiendo 54 partidos.
- Datos: Q2825050
- Multimedia: Adrian Sarkisian / Q2825050